# Янг, Уильям Генри
Уи́льям Ге́нри Янг (в части источников — Юнг, англ. William Henry Young, 1863—1942) — британский математик. Труды в области дифференциальных уравнений, теории рядов, теории множеств, теории меры, рядов Фурье, комплексного анализа функций многих переменных, истории и философии математики.
Член Лондонского королевского общества (1907). Президент Лондонского математического общества с 1922 по 1924 год. Почётный доктор университетов Калькутты, Женевы и Страсбурга. Лауреат медали де Моргана (1917) и медали Сильвестра (1928). Президент Международного математического Союза с 1929 по 1936 год.

## Биография и научная деятельность
Янг родился в Лондоне в семье бакалейщика. Получил образование в Школе лондонского Сити, директором которой был Эдвин Эбботт, автор знаменитой «Флатландии». В 1881 году Янг поступил в Кембриджский университет (колледж Питерхауз), который окончил в 1884 году В Кембридже Янг познакомился со студенткой Грейс Эмили Чизхолм (Grace Emily Chisholm), которая стала его женой. Двое из пятерых их детей стали профессиональными математиками, а сама Грейс оказалась первой женщиной, получившей докторскую степень по математике в Гёттингенском университете.
После Кембриджа Янг вместе с женой изучал математику в Туринском и Гёттингенском университетах (1884—1886). Далее преподавал в Кембриджском университете (с 1887), читал лекции в Калькуттском (Индия, 1913—1916), Ливерпульском (1913—1919, профессор философии и истории математики), Уэльском (1919—1923) и других университетах.
В 1924 году Янг принял участие в седьмом Международном Конгрессе математиков в Торонто, в 1928 году он выступил на восьмом Конгрессе в Болонье.
В 1936—1937 годах Янг путешествовал по Южной Америке, в разгар Второй мировой войны (1940) 77-летний учёный оказался во Франции и так и не смог вернуться домой к семье. Последние два года своей жизни он был вынужден провести в оккупированной нацистами Франции, где и скончался.
В своих публикациях Янг развил дифференциальное исчисление от функций многих переменных, общую теорию интегрирования. Одновременно с П. Дж. Даниэлем ввёл (1918) для одномерного случая операцию дифференцирования функции по функции, связав её с интегралом Лебега. Внёс вклад в теорию рядов Фурье и других ортогональных рядов.
В честь учёного названы теорема Янга и неравенство Хаусдорфа — Янга.

## Основные труды
Считая статьи, написанные совместно со своей женой Грейс Чизхолм-Янг, он автор 214 статей и 4 книг.
- Young, William Henry. The fundamental theorems of the differential calculus (англ.). — Cambridge University Press, 1910.
- William Henry Young, Grace Chisholm Young. The first book of geometry (неопр.). — J. M. Dent, 1905.
- William Henry Young & Grace Chisholm Young (1906) The Theory of Sets of Points, link from Internet Archive.

### Русские переводы
- Грация Чизгольм Юнг, Вильям Генри Юнг. Первая книжка по геометрии. Пер. и предисл. Алексей Иосифович Бачинский . – М.: Типография Товарищества И. Д. Сытина, 1911. – 199 с.